# Dingyuan (ironclad)
Dingyuan (chinês simplificado: 定远; chinês tradicional: 定遠; pinyin: Dìngyǔan; Wade-Giles: Ting Yuen ou Ting Yuan, em inglês: Everlasting Peacelit.  "Paz Eterna") foi um ironclad e navio-almirante da Frota Beiyang da China. Ele foi o navio líder da classe Dingyuan, que incluía outro navio, o Zhenyuan, ambos construídos na Alemanha no início da década de 1880. A entrega dos dois encouraçados foi atrasada devido à Guerra Sino-Francesa de 1884–1885. Os navios estavam armados com uma bateria principal de quatro canhões de 305 mm em duas torres de artilharia, tornando-os os navios de guerra mais poderosos nas águas do leste asiático na época.
O Dingyuan serviu como o navio-almirante do Almirante Ding Ruchang durante sua carreira ativa. Nas décadas de 1880 e 1890, a Frota Beiyang realizou exercícios de treinamento e cruzeiros no exterior, com ênfase nas visitas ao Japão para intimidar o país. Isso resultou no Incidente de Nagasaki em 1886 e contribuiu para o aumento da hostilidade entre os dois países, culminando na Primeira Guerra Sino-Japonesa em 1894. Ele liderou a frota chinesa durante a Batalha do Rio Yalu em 17 de setembro, onde a frota combinada japonesa afundou grande parte da Frota Beiyang, embora tanto o Dingyuan quanto o Zhenyuan tenham sobrevivido apesar de inúmeros ataques, graças à sua blindagem pesada. Os sobreviventes então se retiraram para Port Arthur para reparos, mas depois que a cidade foi ameaçada pelo Exército Japonês, fugiram para Weihaiwei.
À medida que os japoneses continuaram a avançar, eles sitiaram Weihaiwei no final de janeiro de 1895. Em 5 de fevereiro, um barco torpedeiro japonês conseguiu entrar no porto e atingiu o Dingyuan com um torpedo, causando danos graves. A tripulação chinesa foi forçada a encalhar o navio para evitar que ele afundasse, e, na semana seguinte, o Dingyuan foi usado como uma bateria de artilharia estacionária. As forças terrestres japonesas tomaram as fortificações costeiras da cidade em 9 de fevereiro, permitindo que sua artilharia bombardeasse os navios no porto, o que levou à rendição de Ding Ruchang. O Dingyuan foi afundado no porto em 10 de fevereiro. Uma réplica em escala real do navio foi construída em Weihai em 2003 como um navio museu e, em 2019, o governo chinês anunciou que uma pesquisa subaquática havia localizado o naufrágio original do navio.

## Projeto

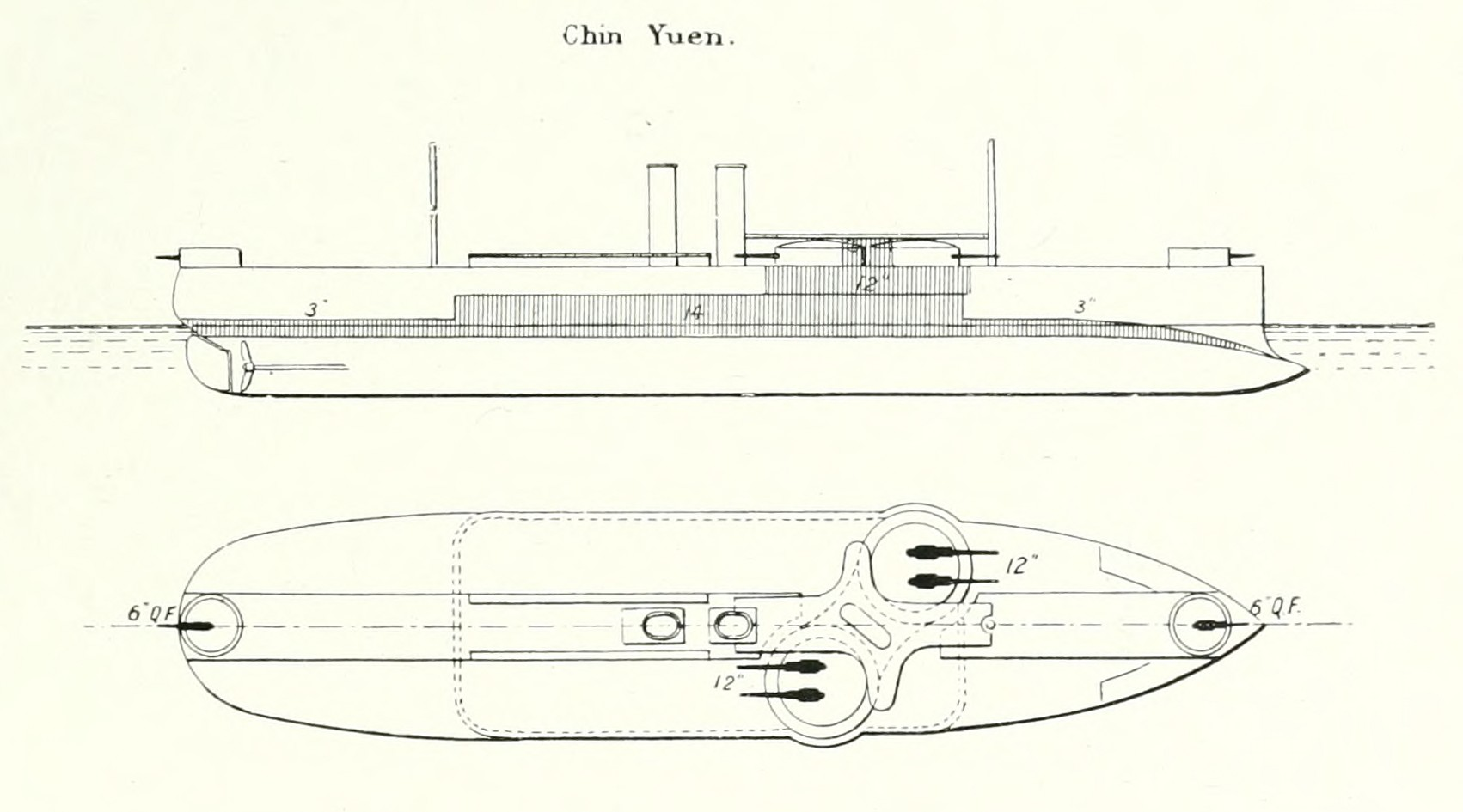
Visão geral do layout de um couraçado da classe Dingyuan

Após a intervenção direta das potências imperialistas europeias na metade do século XIX, incluindo as Guerras do Ópio, onde suas frotas a vapor superiores dominaram a pequena Marinha Imperial Chinesa, que ainda dependia de juncos tradicionais, os chineses iniciaram um programa de construção naval na década de 1880 para enfrentar essas ameaças de forma mais eficaz. Eles buscaram a assistência britânica e alemã, e encomendaram dois encouraçados da classe Dingyuan da Alemanha.
O Dingyuan tinha um comprimento total de 94 metros, uma largura de 18 metros e um calado de 6,1 metros. Ele tinha um deslocamento de 7.340 toneladas métricas em condições normais e até 7.790 toneladas métricas a plena carga. Era movido por um par de motores a vapor compostos, cada um acionando uma hélice. O vapor era fornecido por oito caldeiras de tubos de fogo que queimavam carvão e eram conduzidas para duas chaminés localizadas no meio do navio. Ele era capaz de atingir uma velocidade máxima de 29,1 km/h (15,7 nós) a partir de 5.600 kW (7.500 cv) indicados. Sua tripulação era composta por 350 oficiais e marinheiros.
O navio carregava uma bateria principal de quatro canhões de 305 mm com calibre 20, carregamento pela culatra, em duas torres de artilharia duplas dispostas en echelon à proa. Estes eram apoiados por uma bateria secundária de dois canhões de 150 mm em duas torres únicas, uma à proa e outra à popa. Para defesa contra barcos torpedeiros, ele carregava um par de canhões revólver Hotchkiss de 47 mm e oito canhões de tiro rápido Maxim-Nordenfelt de 37 mm em casamatas. O Dingyuan também estava equipado com três tubos de torpedo de 356 mm ou 381 mm.
Ele era protegido por uma couraça composta de 356 mm para o cinturão de blindagem, que cobria a parte central do navio, onde estavam localizados os paióis de munição e os espaços de maquinaria de propulsão. Uma cobertura de blindagem com 76 mm de espessura fornecia proteção horizontal. Sua torre de comando era coberta com uma chapa de blindagem de 203 mm nas laterais. As torres das torres de artilharia tinham de 305 mm a 356 mm de espessura. Uma faixa de blindagem de 203 mm protegia os canhões das casamatas.

## História

### Início da carreira

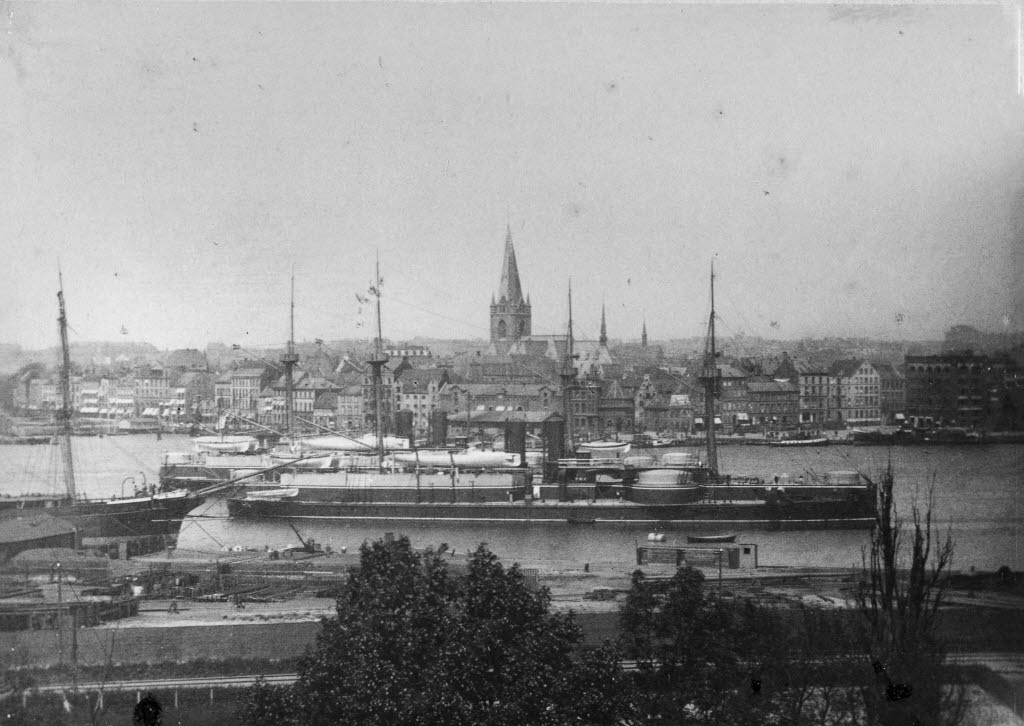
Zhenyuan e Dingyuan na Alemanha antes de partirem para a China

Dingyuan foi encomendado em 1880 e teve sua construção iniciada no estaleiro AG Vulcan em Stettin, na Alemanha, em março de 1881. Seu nome significa "paz eterna" em chinês. O trabalho progrediu rapidamente, e ele foi lançado em 28 de dezembro de 1881 para liberar a doca para que a construção de seu navio irmão, Zhenyuan, pudesse começar. A finalização da construção continuou até maio de 1883, quando a embarcação foi concluída, mas a entrega foi adiada até que Zhenyuan fosse finalizado em abril de 1884. O início da Guerra Sino-Francesa em agosto impediu que ambos os navios da classe Dingyuan fossem entregues até 1885, já que a Alemanha se recusou a transferir as embarcações para um país em guerra.
Ambas as embarcações foram tripuladas por equipes alemãs e zarparam em 3 de julho de 1885 sob a bandeira alemã, acompanhadas do cruzador protegido também construído na Alemanha, Jiyuan. Os três navios chegaram a Tianjin em novembro, onde foram transferidos para o controle chinês. Li Hongzhang, o Vice-rei de Zhili e diretor do programa de construção naval da China, inspecionou as embarcações após sua chegada. Os dois couraçados de ferro foram então comissionados na Frota Beiyang, baseada em Port Arthur. Os navios navegaram para o sul até Xangai durante o inverno de 1885-1886.
Na década de 1880, a Frota Beiyang estava ocupada com uma rotina anual de cruzeiros de treinamento de inverno no Mar da China Meridional, muitas vezes em conjunto com a Frota Nanyang. Esses cruzeiros envolviam visitas às províncias de Zhejiang, Fujian e Guangdong, e às vezes chegavam a paradas no Sudeste Asiático. O restante do ano era dedicado a exercícios de treinamento em águas ao norte das províncias de Zhili, Shandong e Fengtian. Comissões de treinamento para portos estrangeiros foram realizados no meio da década de 1880 e início da década de 1890, tanto para treinar habilidades de navegação em viagens longe da costa quanto para mostrar a bandeira. A disciplina a bordo dos navios da Frota Beiyang era precária, o que contribuiu para um baixo estado de prontidão das embarcações. Durante esse período, a frota era comandada pelo Almirante Ding Ruchang, que usava o Dingyuan como seu navio-almirante. Na época, a China não tinha docas secas grandes o suficiente para lidar com Zhenyuan e Dingyuan, forçando a marinha a depender de estaleiros no Japão ou em Hong Kong britânico para a manutenção periódica.
Os dois navios da classe Dingyuan começaram sua rotina de treinamento em abril de 1886, em manobras conjuntas com as unidades da Frota Nanyang, culminando em uma revisão naval em Port Arthur. Eles receberam a visita de navios britânicos da Estação da China de 19 a 20 de maio. Dingyuan, Zhenyuan e quatro cruzadores realizaram o primeiro de seus cruzeiros no exterior em agosto de 1886, que incluiu paradas em Hong Kong britânico, Busan e Wonsan na Coreia, Vladivostok, Rússia, e Nagasaki, no Japão. Enquanto estavam neste último porto, marinheiros chineses se envolveram em uma altercação com locais japoneses que resultou na morte de oito marinheiros chineses e dois policiais japoneses, com 42 chineses e 29 japoneses feridos. O incidente de Nagasaki foi caracterizado pela imprensa japonesa como uma tentativa da China de intimidar o Japão, levando a pedidos de expansão naval para enfrentar a Frota Beiyang. O governo japonês ordenou a construção de três cruzadores protegidos da classe Matsushima em resposta. Os japoneses também se recusaram a permitir que os couraçados chineses retornassem para reparos em seus estaleiros, prejudicando a capacidade da Frota Beiyang de manter as embarcações operacionais.

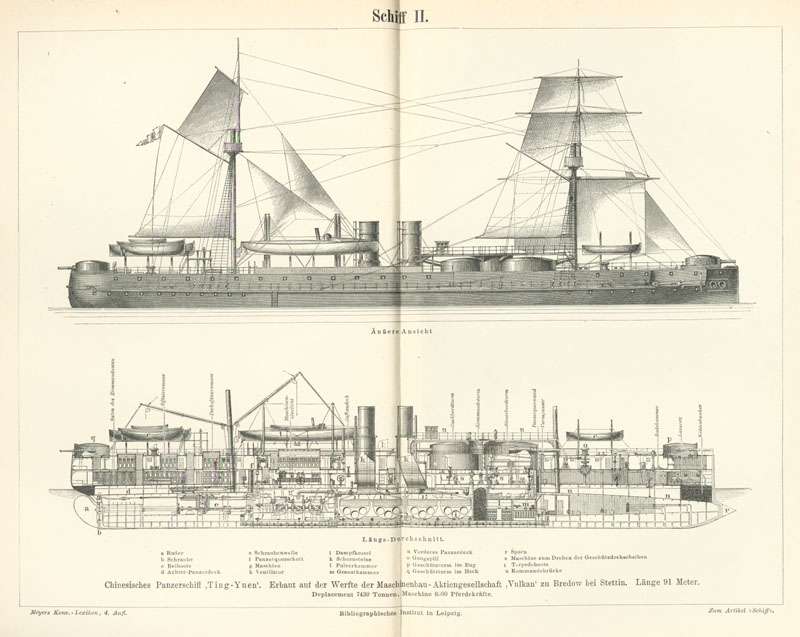
Vita lateral do Dingyuan

O ano de 1887 passou com menos incidentes, com os navios passando a maior parte do ano no Mar de Bohai. No final do ano, outro grupo de quatro cruzadores construídos na Europa chegou, fortalecendo ainda mais a frota e exigindo extensas manobras em 1888 para familiarizar as tripulações com o restante da frota. A Frota Beiyang adotou o mesmo esquema de cores preto, branco e bege usado pela Marinha Real na época, repintando suas embarcações em algum momento de 1888. Em 1889, a frota foi dividida em duas divisões; Dingyuan e vários cruzadores foram enviados em uma turnê de portos coreanos, enquanto Zhenyuan e o restante da frota permaneceram no Mar de Bohai para exercícios. As duas divisões se reuniram em Xangai em dezembro, seguindo para Hong Kong para que Zhenyuan e Dingyuan fossem colocados em doca seca. Em seguida, navegaram perto da Coreia.
Uma nova visita ao Japão ocorreu em junho e julho de 1891; a frota parou em Kobe em 30 de junho e em Yokohama em 14 de julho. Neste último porto, uma grande delegação japonesa de comandantes militares de alto escalão e membros da família imperial recebeu os navios. Uma viagem subsequente ao Japão ocorreu no ano seguinte. Aliado ao Incidente de Nagasaki, essas viagens contribuíram para as crescentes tensões entre a China e o Japão, uma vez que Hongzhang pretendia deixar clara a força naval chinesa em um momento em que a frota japonesa era pequena e pouco desenvolvida. No cerne da disputa estava o controle sobre a Coreia, que, desde a Convenção de Tientsin de 1884, era tratada como um co-protetorado da China e do Japão.

### Primeira Guerra Sino-Japonesa
No início de 1894, a Revolução Camponesa Donghak eclodiu na Coreia, levando a China a enviar uma expedição de 28 mil soldados para suprimir os rebeldes. O Japão considerou isso uma violação da Convenção de Tientsin e enviou 8 mil soldados em resposta, o que levou ao início da Primeira Guerra Sino-Japonesa em 1.º de agosto. A frota chinesa não tinha hipótese contra a nova Frota Combinada do Japão, uma vez que anos de orçamentos navais insuficientes não permitiram a Hongzhang atualizar as embarcações. Os fundos que ele planejara usar para adicionar novas armas de fogo de tiro rápido a Zhenyuan e Dingyuan foram apropriados para o 60.º aniversário da Imperatriz Viúva Cixi. Além disso, a China carecia de comandantes eficazes e tripulações suficientemente treinadas. E para piorar as desvantagens da China durante a guerra, os japoneses haviam quebrado os códigos diplomáticos chineses em 1888, dando-lhes acesso às comunicações internas da China.
À medida que os chineses se preparavam em agosto para a ação, eles removeram os escudos de proteção das torres de bateria principal. A experiência na Batalha de Pungdo havia revelado que os escudos finos criavam inúmeras lascas quando atingidos pelo fogo inimigo, e esses fragmentos tinham causado numerosas baixas nas tripulações do cruzador Jiyuan em Pungdo. As tripulações também colocaram sacos de carvão ao redor das baterias de canhões como uma forma de armadura improvisada. Os navios foram repintados de cinza-claro para torná-los mais difíceis de serem observados no mar. Em seguida, os navios da Frota Beiyang navegaram até Taku para abastecer, fazendo pouco nos meses seguintes.

### Batalha do Rio Yalu
Ding levou a frota em um movimento em direção ao Golfo da Coreia em 12 de setembro para abrir caminho para um comboio de navios de tropas programado para entregar reforços à Coreia. No caminho para o golfo, ele recebeu relatórios defeituosos indicando a presença de navios de guerra japoneses ao largo da Península de Shandong, o que o levou a mudar de rumo para procurá-los. Não encontrando navios inimigos, ele levou a frota para Weihaiwei (atualmente Weihai) e, em 15 de setembro, a frota se encontrou com o comboio para cobrir sua aproximação à foz do rio Yalu, onde os transportes desembarcaram os homens e suprimentos em 16 de setembro. Durante o processo de descarregamento, Dingyuan e a maior parte da frota permaneceram em movimento para fornecer apoio à distância e evitar se tornarem alvos estacionários para os barcos torpedeiros japoneses que se sabia estarem na área. Enquanto os chineses estavam a caminho de Port Arthur, a Frota Combinada sob o comando do Vice-Almirante Itō Sukeyuki os interceptou em 17 de setembro, levando à Batalha do Rio Yalu. A mal treinada Frota Beiyang navegou em uma formação desorganizada de linha de combate, enquanto os japoneses se aproximaram deles vindo do sul em uma linha à frente; os navios chineses navegaram a cerca de 6 nós (11 km/h) e os japoneses a 10 nós (19 km/h).
Itō virou seus navios para passar na frente da Frota Beiyang que se aproximava. Dingyuan abriu fogo primeiro, por volta das 12h20, a uma distância extrema de 5 300 jardas (4.800 metros), muito além do que os equipamentos de controle de fogo da época eram capazes de direcionar com precisão. O efeito da explosão da primeira salva do Dingyuan destruiu sua própria ponte, que desabou e prendeu Ding e sua equipe durante toda a ação, privando a Frota Beiyang de controle central. O resto da frota chinesa rapidamente seguiu Dingyuan, mas não conseguiu acertar nenhum dos navios inimigos à medida que passavam à frente. Os navios japoneses devolveram o fogo às 12h25, dividindo-se em dois esquadrões e virando para bombordo para cercar os chineses. Concentrando seu fogo nos cruzadores do flanco direito chinês, eles rapidamente destruíram os cruzadores chineses Yangwei e Chaoyong. A batalha rapidamente se transformou em um combate corpo a corpo a curta distância, e os cruzadores chineses Zhiyuan e Jingyuan foram afundados. Em resposta, os navios de guerra chineses infligiram danos sérios ao velho couraçado Hiei, que não conseguia acompanhar o resto da frota de Itō e foi forçado a desengajar e fugir. Zhenyuan e Dingyuan atingiram o cruzador auxiliar Saikyō Maru com quatro projéteis de 12 polegadas (305 mm) e causaram danos significativos.
Os navios japoneses então concentraram seu fogo em Dingyuan e Zhenyuan. A armadura pesada dos navios se mostrou impenetrável aos disparos japoneses, embora os canhões de grande calibre Canet montados nos cruzadores da classe Matsushima tenham se mostrado quase inúteis e os outros cruzadores japoneses tenham se envolvido com seus homólogos chineses. Ambos os navios foram atingidos diversas vezes e vários incêndios eclodiram, mas ambas as tripulações conseguiram suprimi-los habilmente, apesar de estarem sob fogo pesado. Por volta das 17h00, ambos os lados estavam com pouca munição e os chineses começaram a retirar seus navios sobreviventes em formação à frente. Os japoneses eventualmente se retiraram por volta das 17h30 e se afastaram. A esgotada Frota Beiyang, naquela altura reduzida aos dois navios da classe Dingyuan e quatro embarcações menores, retornou a Port Arthur, chegando lá no dia seguinte.

### Batalha de Weihaiwei
Os reparos às embarcações danificadas começaram imediatamente, e novos suprimentos e munição foram enviados para preparar os navios para a ação. Em outubro, o Exército Japonês começou a se aproximar de Port Arthur, forçando os chineses a retirar a Frota Beiyang para Weihaiwei. Ding zarpou em 20 de outubro e cruzou o Estreito de Bohai até Weihaiwei sem encontrar forças japonesas. No início de novembro, Ding zarpou para cobrir a transferência de Zhenyuan, que havia permanecido em Port Arthur o máximo possível para completar os reparos. O Exército Japonês havia avançado para Weihaiwei no final de janeiro de 1895, lançando um grande ataque ao porto em 30 de janeiro para iniciar a Batalha de Weihaiwei. Eles rapidamente capturaram as fortificações no lado leste da cidade, apesar do fogo intenso do Dingyuan e outras embarcações da frota. A captura das fortalezas forçou os navios chineses a se retirarem para a parte oeste do porto, onde estariam fora do alcance dos canhões lá. Dingyuan desabilitou um dos canhões de 240 mm na fortaleza de Luchiehtsui, mas vários canhões permaneceram em operação, e os artilheiros japoneses rapidamente começaram a direcioná-los para a frota encurralada. Os navios chineses bombardearam as forças japonesas à medida que avançavam nas defesas da cidade.
Um grupo de dez barcos torpedeiros japoneses invadiu o porto na noite de 4/5 de fevereiro e atingiu Dingyuan com um torpedo no lado de bombordo em direção à popa. O ataque causou danos graves, e os esforços de controle de danos da tripulação falharam em conter o alagamento, prejudicados pelas portas estanques vazando. Eles conseguiram criar vapor nas caldeiras e começaram a se movimentar, mas, com o alagamento incontrolável ameaçando afundar o navio, a tripulação foi forçada a encalhá-lo para evitar que ele afundasse. O navio passou a ser usado como uma bateria de artilharia estacionária, e Ding transferiu sua bandeira para Zhenyuan. Dois dos barcos torpedeiros atacantes foram descobertos desabilitados na ação da noite anterior ao amanhecer. Na noite seguinte, os barcos torpedeiros fizeram outro ataque à frota chinesa, afundando um cruzador, um navio-escola e uma embarcação auxiliar.
Em 9 de fevereiro, os japoneses haviam tomado as fortificações que dominavam o resto do porto. Eles usaram a posição para bombardear o Dingyuan já avariado com artilharia de campo, causando mais danos ao navio. Com a posição no porto não mais sustentável e a maioria das embarcações danificadas - Zhenyuan também havia sido gravemente danificado e não estava mais em condições de navegar - Ding decidiu afundar o Dingyuan no dia seguinte e então se render. A decisão levou muitos dos oficiais superiores da Frota Beiyang a cometer suicídio, incluindo o comandante do navio, Capitão Liu Buchan. A natureza exata dos esforços da tripulação para desabilitar o navio não está clara. Alguns relatos indicam que uma mina detonou no meio do navio, e observadores a bordo do cruzador protegido britânico HMS Edgar notaram uma grande explosão a bordo do Dingyuan. Evidências fotográficas, que mostram o navio encalhado em águas rasas e com um buraco aberto no meio, corroboram esses relatos, assim como as observações do Vice-Almirante Britânico Edmund Fremantle, que inspecionou a frota pouco depois da batalha.

## Réplica e redescoberta
O governo chinês construiu uma réplica do Dingyuan em Weihai para comemorar tanto a embarcação original quanto a Frota Beiyang durante a guerra. A embarcação, construída em escala 1:1, está aberta à visitação como um navio-museu. O trabalho na embarcação começou em 2003. Em 2 de setembro de 2019, foi anunciado que os restos do Dingyuan haviam sido localizados e mais de 150 artefatos foram recuperados.